# Glenea curtipennis
Glenea curtipennis là một loài bọ cánh cứng trong họ Cerambycidae.